# خون ارغوان‌ها
خون ارغوان‌ها سرودی است که در دوران انقلاب ۵۷، سازمان چریک‌های فدایی خلق ایران آن را در آلبومی با نام «شراره‌های آفتاب» منتشر کرد. متن این ترانه را سعید سلطانپور سروده‌است و با صدای داوود شراره‌ها خوانده شده‌است. موسیقی این سرود را مهرداد برآن تنظیم کرده‌است. صدای خواننده را گروه کر دانشجویان ایرانی واشینگتن همراهی می‌کند.
شعر سرود «خون ارغوان‌ها» بر روی آهنگی (تصنیف - ترانه‌ای) به نام «نوای چوپان» گذاشته شده‌است. آهنگ «نوای چوپان» با شعری عاشقانه در مایه شوشتری در اواخر دهه ۱۳۳۰ شمسی با آهنگسازی حسین یاحقی و با صدای منوچهر همایون‌پور اجرا شده بود. سراینده شعر آن محمود ثنایی بود. قسمتی از شعر این ترانه:
به‌شب، لحظه‌ای که در دامن افق، سر کشد ستاره
کند با فسونگری، سوی عاشقان، هر زمان نظاره
نماند ز ما اثر، در جهان مگر، شعر عاشقانه
خوشا لحن عاشقی، زان‌که جاودان، ماند این ترانه
که این لاله و سمن، سرو و نسترن، هر کجا که بینی
بود قلب عاشقی، دست دلبری، موی نازنینی
این آهنگ با نام «نوای چوپان» در آلبوم «دیروزی‌ها» توسط شرکت ماهور منتشر شده‌است.
سرود «خون ارغوان‌ها» تاکنون بارها توسط خوانندگان حرفه‌ای و غیرحرفه‌ای مانند الن فان ایک (خوانندهٔ زن هلندی)، سیما غیاثوند غیاثی بازخوانی شده‌است. در کنسرت راه ابریشم که در ۶ ژوئن ۲۰۱۳ در کلیسای پروتستان‌های آلمانی مقیم پاریس برگزار شد، خون ارغوانها با ارکستر فیلارمونیک پاریس شرقی و گروه کر بهار به رهبری مهرداد برآن اجرا شد.

## سرود
زده شعله در چمن، در شب وطن، خون ارغوان‌ها
تو ای بانگ شورافکن، تا سحر بزن، شعله تا کران‌ها
که در خون خستگان، دل‌شکستگان، آرمیده طوفان
به آیندگان نگر، در زمان نگر، بردمیده طوفان
قفس را بسوزان، رها کن پرندگان را، بشارت دهندگان را
که لبخند آزادی، خوشهٔ شادی، با سحر بروید
سرود ستاره را، موج چشمه با آهوان بگوید
ستاره ستیزد و، شب گریزد و، صبح روشن آید
زند بال و پر ز نو، آن کبوتر و، سوی میهن آید
گرفته تمام شب، شاخه‌ای به لب، سرخ و گرده‌افشان
پرد گرده گسترد، دانه پرورد، سر زند بهاران
قفس را بسوزان، رها کن پرندگان را، بشارت دهندگان را
که لبخند آزادی، خوشهٔ شادی، با سحر بروید
سرود ستاره را، موج چشمه با آهوان بگوید